# Gederovci
Gederovci este o localitate din comuna Tišina, Slovenia, cu o populație de 173 de locuitori.